# Blăgești (gmina w okręgu Vaslui)
Blăgești – gmina w Rumunii, w okręgu Vaslui. Obejmuje miejscowości Blăgești, Igești i Sipeni. W 2011 roku liczyła 1515 mieszkańców.